# 2023 Asaph
A 2023 Asaph (ideiglenes jelöléssel 1952 SA) a Naprendszer kisbolygóövében található aszteroida. Indianai Egyetem fedezte fel 1952. szeptember 16-án.